# Тооминг, Освальд Александрович
Освальд Александрович Тооминг (1914—1992) — эстонский и советский писатель, драматург, сценарист, журналист. Лауреат Государственной премии Эстонской ССР (1949).

## Биография
В 1931 году был исключен из гимназии за коммунистическую деятельность. Работал лесничим (1932—1935).
В 1935—1939 годах обучался на юридическом факультете в Тартуском университете. С 1934 по 1941 год работал журналистом в Раквере, с 1936 по 1940 год — в газете «Virumaa Teataja».
Во время немецко-фашистской оккупации Эстонии в 1941—1942 годах был заключён в тюрьму.
С 1945 по 1947 год — редактор газеты «Рахва Хяэль», печатного органа Совета Министров Эстонской ССР и Центрального Комитета Коммунистической партии Эстонии. С 1947 по 1950 год редактировал главный литературный журнал Эстонской ССР «Looming». Член Союза писателей Эстонской ССР (1947—1950 и 1955—1992).
В 1949 году он был удостоен Государственной премии Эстонской ССР.
В мае 1951 года был репрессирован и приговорён к 25 годам заключения. С 1951 по 1955 год — заключённый Вятлага в Кировской области. Освобождён в 1955 году. После возвращения в Эстонию долгое время работал внештатным журналистом в Хальяле, Таллине, затем поселился в Вильянди, позже жил Колга-Яани.
В 1966 году был одним из учредителей Эстонского общества охраны природы.

## Творчество
Как прозаик дебютировал в 1940 году. Автор многих рассказов и очерков, повестей, романов, драм.
Основная тема произведений — сельская жизнь эстонцев с её человеческими отношениями и судьбами, борьба за охрану природы.

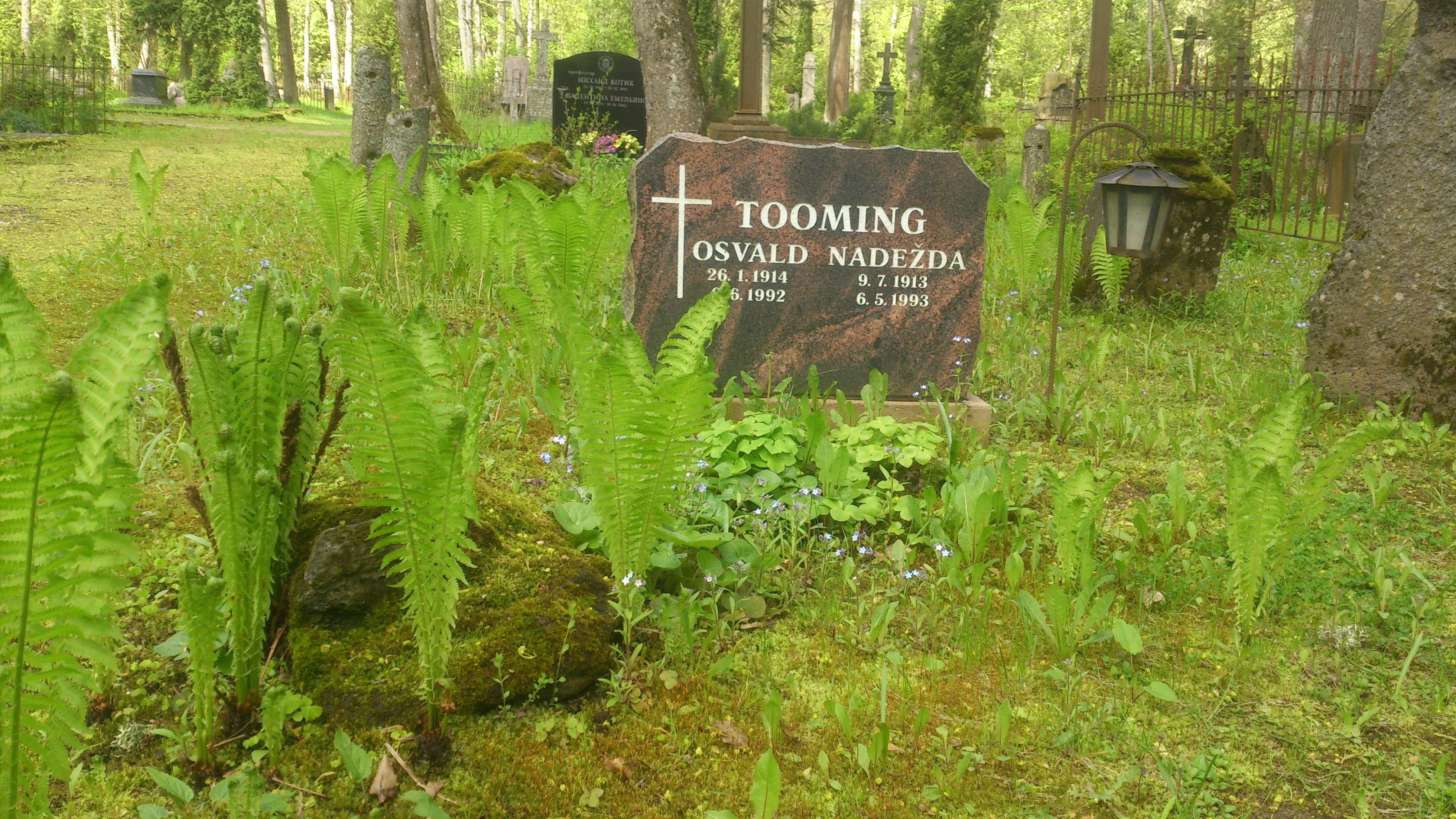
Могила Освальда Тооминга на кладбище Раади в Тарту

## Избранные произведения
Сборники новелл и повестей
- «Новые люди» (1948),
- «Зов Родины» (1950),
- «Лебединый полёт» (1956),
- «Дорога через лес» (1960),
- «Лесная книга» (1969),
- «Эпизоды» (1972),
- «Браконьер»

Романы
- «В годы коричневой чумы»,
- «Зеленое золото» (оба — 1950),
- «Семья Кирретов» (1958),
- «Двенадцать лет» (1963)
- «Пастор Хийемяги» (1977).

Очерки
- «За деревьями — лес» (Таллин, 1982)

Киносценарии
- «Гадание на ромашке» (киноальманах) / Karikakramäng (1978)
- «Мужчина и сосновая мутовка» / Mees ja mänd (1979)

## Награды
- Орден Трудового Красного Знамени (1950)
- Государственная премия Эстонской ССР (1949)

Похоронен на кладбище Раади в Тарту.